# Duane Hanson
Duane Hanson (født 17. januar 1925, død 6. januar 1996) var en amerikansk socialkritisk kunstner, der i 1960'erne, blev kendt for at udføre sine glasfiberskulpturer efter levende model, i nøjagtige 1:1 afstøbninger. Han arbejdede efter støbeprocessen videre med dem, malede dem og forsynede dem med rekvisitter, som karakteriserede deres miljø, status, erhverv og skæbne.
Han blev kendt i 1965 med skulpturen "Abort", der forestiller en gravid kvinde under et ligklæde. Hun har netop fået foretaget en illegal abort.
Han arbejdede bl.a. med emner som forbrugerkultur, racediskrimination, politivold og hjemløshed. Senere blev Duane Hanson mindre politisk, og mere satirisk og lavede fortolkninger af middelklassens småborgerlighed og forskellige grupper.

## Biografi
- 1925 blev han født, som søn af de svenske indvandrere Dewey O.Hanson og Agnes Nelson Hanson i Alexandria, Minnesota, hvor forældrene drev et landbrug med malkekvæg.
- 1938 bliver Hansons første skulptur Blue Boy til
- 1943 indskrives han ved Luther College i Decorah, Iowa
- 1944 har han kunst som hovedfag på University of Washington
- 1945 flytter tilbage til St. Paul, Minnesota, og går på Macalester College og vælger igen kunst som hovedfag. Han bliver gode venner med sine lærere, billedhuggerne Alonzo Hauser og John Rood
- 1946 får han afgangseksamen fra Macalester College med graden Bachelor of Arts.
- 1947 Fortsætter studierne ved University of Minnesota.
- 1950 Indskrives ved Cranbrook Academy of Art i Bloomfield Hills, Michigan, hvor han studerer skulptur
- 1951 Afgangseksamen fra Cranbrook Academy of Art med graden Master of Fine Arts
- 1959 lærer han af den tyske kunsner George Grygo at arbejde med polyesterharpiks og glasfiber, en teknik og et materiale som dengang var ukendt for Hanson.
- 1961 Hanson vender tilbage til USA og underviser igen.
- 1963 får han Ella Lyman Cabot Trust Award som en anerkendelse og modtager 2.000 US$ til at eksperimentere med polyesterharpiks.
- 1967 De første naturtro værker, der er lavet af polyesterharpiks og glasfiber, opstår.
- 1968 gifter han sig med med Wesla Host
- 1970 Det virkelige liv bliver efterhånden til hans hovedemne. De figurer, der opstår, forestiller bl.a. husmødre, turister og bygningsarbejdere. Datteren Maja bliver født.
- 1971 får han konstateret kræft.
- 1972 deltager han i documenta 5 i Kassel, Tyskland, hvor han får sit internationale gennembrud
- 1973 vender han tilbage til Davie, Florida, hvor hans søn Duane Jr. bliver født
- 1974 arbejder han et halvt år i Berlin, og modtager Blair Award fra Art Institute of Chicago for Woman Derelict
- 1975 Udstiller på Louisiana i Humlebæk
- 1979 udnævnes han på University of Miami i Florida til Adjunct Professor of Art University of Fort Lauderdale, Florida, udnævner ham til Doctor of Humane Letters
- 1983 modtager han Ambassador of the Arts Award fra staten Florida
- 1984 opstår de første bronzeskulpturer
- 1985 tildeles Florida Prize med en præmie på 10.000 US$.
- 1995 tildeles han titlen Doctor of Fine Arts ved Luther College Decorah, Iowa, og Macalester College i St. Paul, Minnesota.